# Philip van Hulten
Philip van Hulten of Philippo van Hulten (1627 of 1632 - 3 mei 1692) was een Amsterdamse koopman en een van de eerste directeuren van de Sociëteit van Suriname, actief vanaf 1680 tot 1689. Hij is aangezocht door Cornelis van Aerssen van Sommelsdijk mogelijk om de belangen te behartigen met het katholieke Spanje.
Van Hulten was de zoon van Nicolaes Matteuszn van Hulten, koopman op Spanje en West-Indië, en Odilia Hendricx van der Winden. Philip had drie zussen Aleid, Maria en Catharina. In 1657 trouwde de 25-jarige Philip van Hulten, woonachtig op de Keizersgracht met Hillegonda Cloot. Omdat hij katholiek was, zijn er geen bijzonderheden bewaard gebleven over zijn eigen doop of die van zijn kinderen.
Hij was al in een vroeg stadium betrokken bij de (slaven)handel op Zuid-Amerika, c.q. Curaçao. Rond 1680 wordt hij gerekend tot een van de belangrijkste slavenhandelaren op de West. In 1672 werkte hij samen met Cornelis Suyskens te Cadiz.

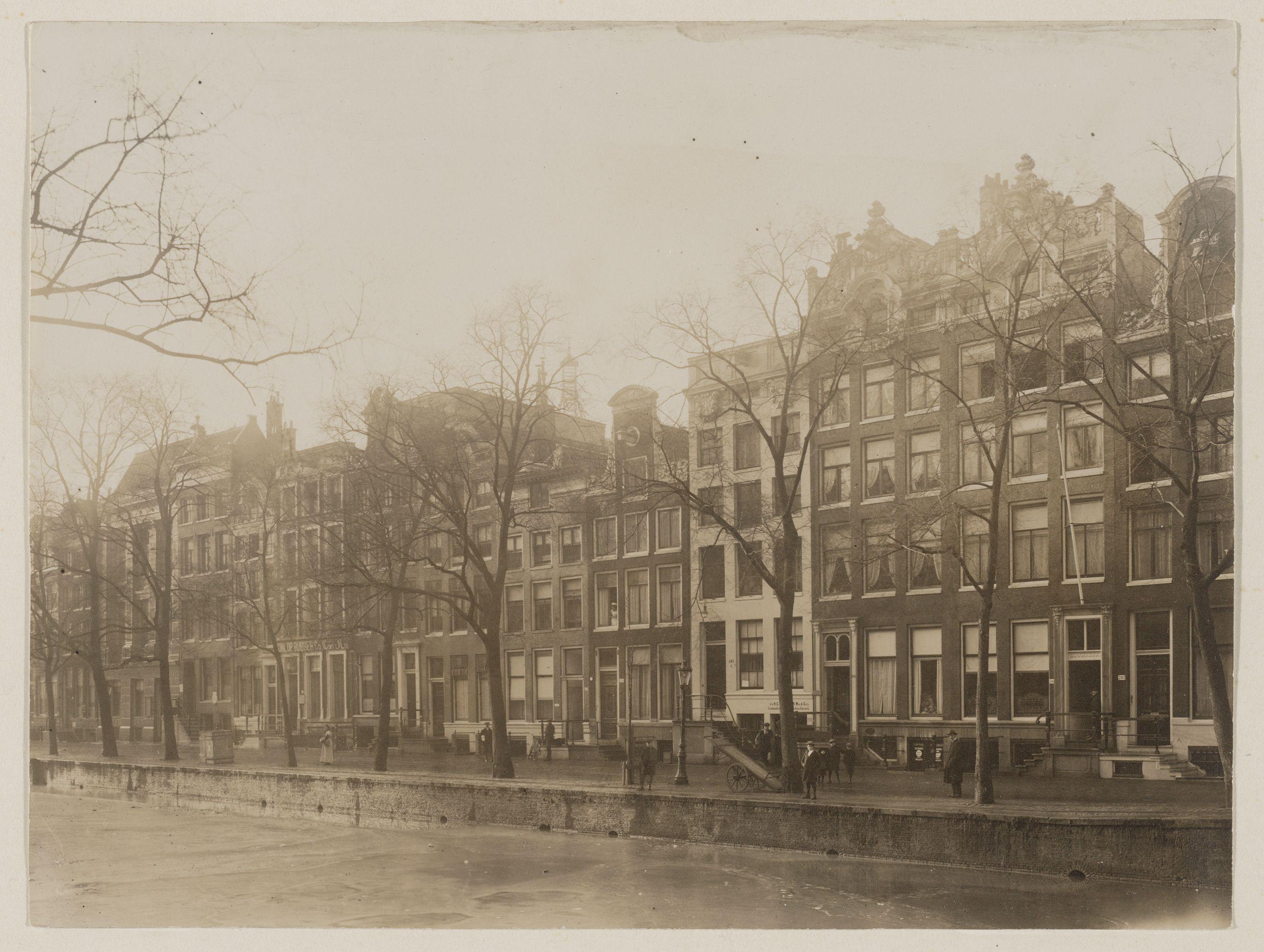
Keizersgracht 242-270 (voor 1948)

In 1683 richtte Van Hulten samen met Jacob Boreel, Joan Huydecoper van Maarsseveen (1625-1704), Gillis Sautijn en Willem Sautijn een compagnie van negotie en handel op, die een of meer suikermolens en een plantage zou inrichten in Suriname. Van Aerssen zou in Suriname hun belangen behartigen. Van Hulten kwam in opspraak bij de verzending van ossen uit Ierland naar Suriname, verboden particuliere handel.
Over zijn benoeming was in 1686 veel te doen, omdat hij katholiek was en de Zeeuwen tegen "papen" waren. Waarschijnlijk is dat er in 1685 een toezegging is gedaan aan de Spaanse kroon voor het verkrijgen van het Asiento, dat er katholieke geestelijken zouden worden uitgezonden naar de plantages. Toen de twee priesters ziek werden en stierven zijn hun kisten naar de Staten van Zeeland retour gestuurd, die de merkwaardige zending weigerde. Van Hulten kreeg de opdracht de kisten terug te sturen naar Suriname.
Op 12 december 1689 werd Van Hulten niet toegelaten tot de vergadering van de Sociëteit. Het duurde tot 1696 voor de familie Van Aerssen weer een aantal directeuren kon aanstellen, waaronder Hermannus Amya en George Clifford.
Van Hulten woonde in Amsterdam op de Keizersgracht 268, genaamd de Gouden Ketting, een pand dat in 1998 bij een verbouwing is ingestort.

## Asiento de negros

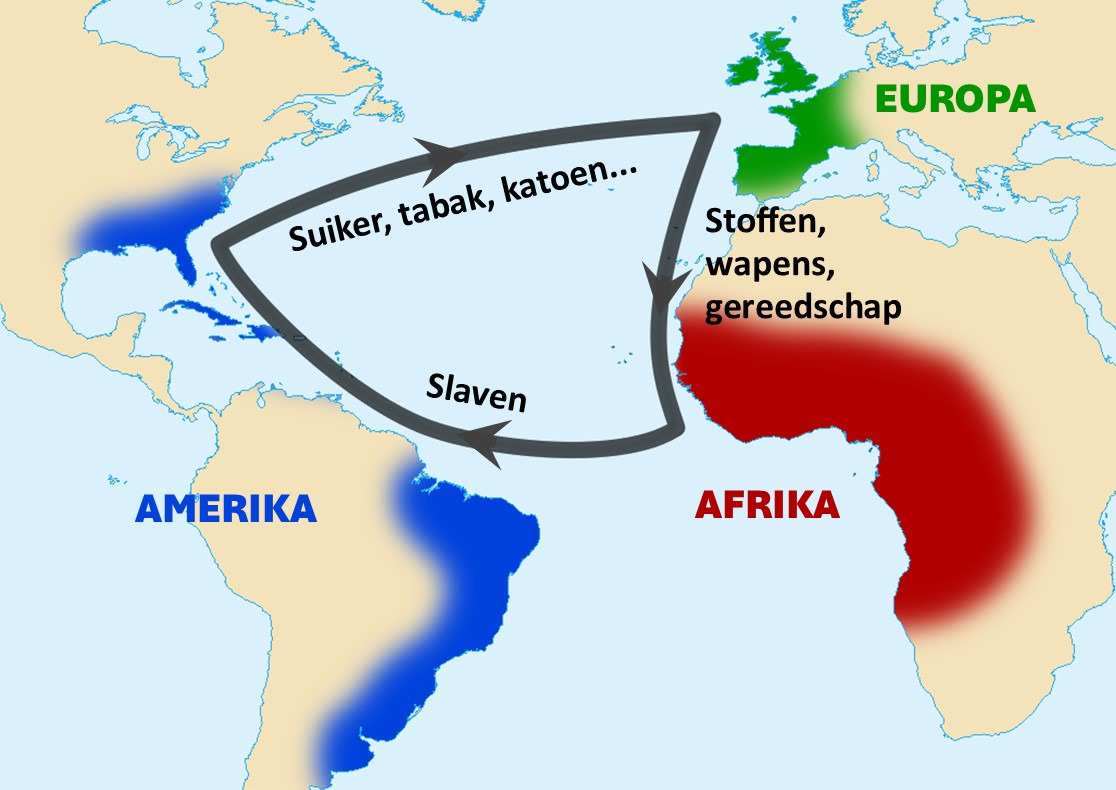
Driehoekshandel.

Van Hulten was in 1690 en 1691 betrokken bij het 'Asiento de negros', een toestemming (asiento) om slaven te leveren aan Spanjaarden.
- 1690: Joan Coijmans oud-schepen alhier en ook voor Manuel de Belmonte, paltsgraaf van het Heilige Roomse Rijk en minister van de koning van Spanje, ook voor Samuel Timmerman en de erfgenamen van Henrico Staats, allen geïnteresseerden in de geanticisseerde (?) en betaalde mesades (maandlonen) aan de koning van Spanje ter eenre en Philippo van Hulten met procuratie van Balthasar Beck ook voor Coenraad Determeijer ter andere zijde. (Over 70319 (?) 3/4 stukken van achten (slaven!) uit Portobelo door don Francisco de Ribas gezonden op Curaçao met het schip de Koning Balthasar. Zijn door directeur Willem Kerckrinck der WIC zich aangematigd enz, enz. [heel lang].[12]
- 1691: Akte van renvers gepasseerd door Christiaen Meschman ten behoeve van Josua van Bellen, Manuel de Belmonte, resident van katholieke majesteit van Spanje, Joan Coijmans en Henrico Staats, als samen gemachtigden van Balthasar Coijmans, bewindhebber generaal van de invoering der slaven naar West-Indië en Nieuw-Spanje. Op 6 juli 1685 reeds een obligatie t.b.v Philippo van Hulten, Cornelis van Hogenwoert, hem comparant, Gerardus Jacobus en Bernardus Henricus Staats.[13]